# Giovanni Battista Martini
Giovanni Battista Martini O.F.M.Conv. (Bologna, 24 aprile 1706 – Bologna, 3 agosto 1784) è stato un francescano, compositore, teorico della musica ed erudito italiano.

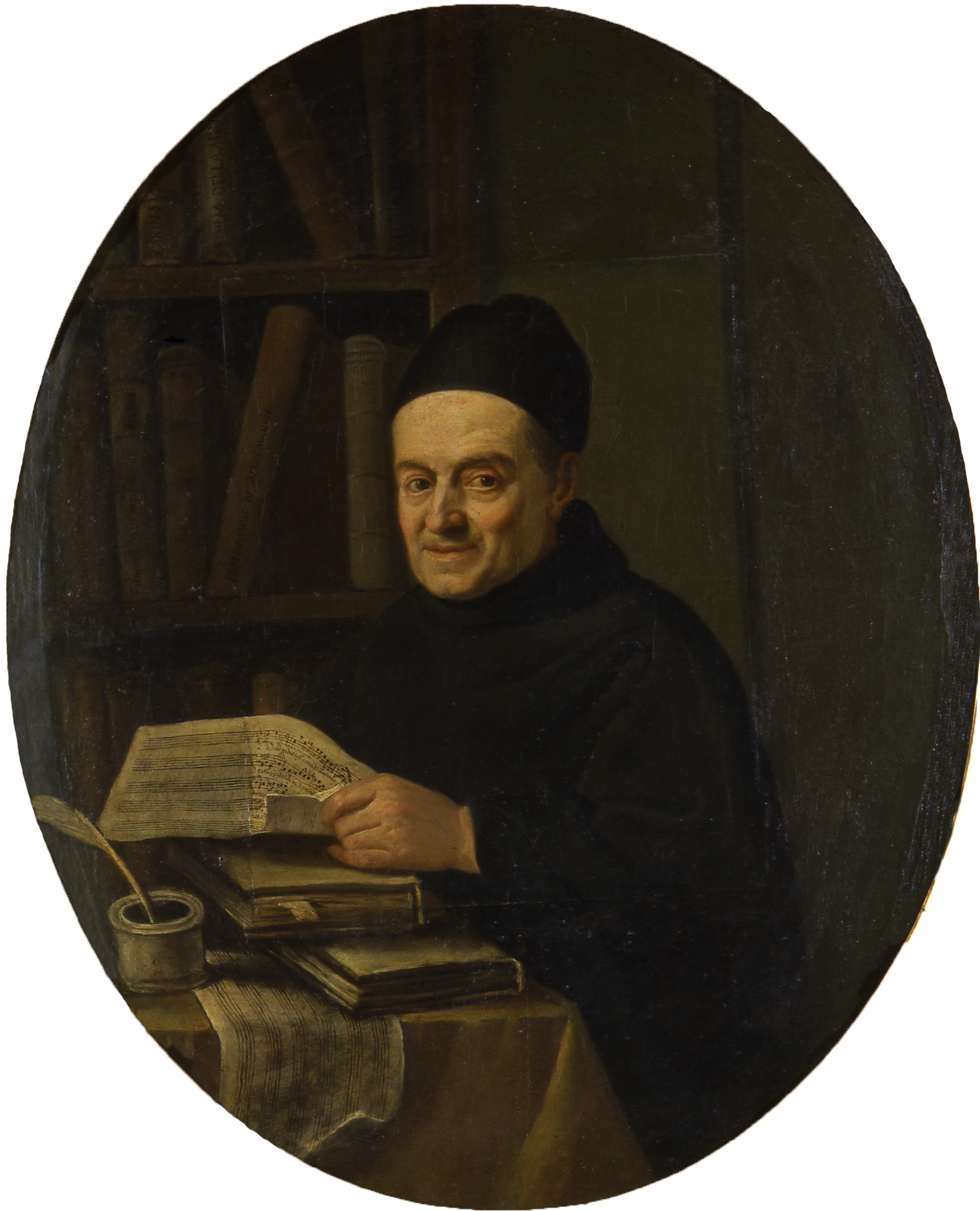
A. Crescimbeni - Ritratto di Padre G.B. Martini
Bologna, Museo internazionale e biblioteca della musica.

Musicista stimatissimo, dotato di una vasta erudizione, è annoverato tra i maestri di Wolfgang Amadeus Mozart.
È intitolato a suo nome il Conservatorio Statale di Musica in Bologna, che ha avuto tra i suoi allievi Gioachino Rossini e Ottorino Respighi.

## Biografia

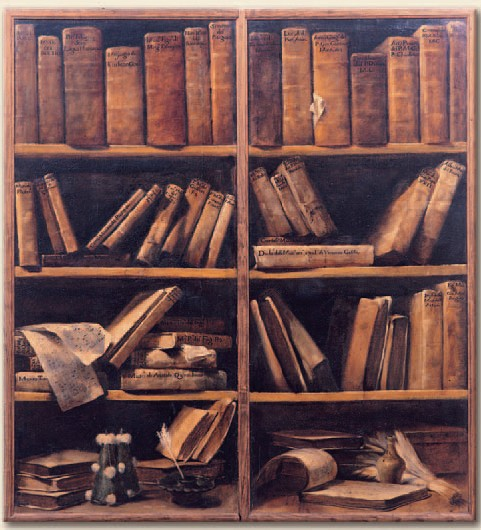
Dipinto in trompe l'oeil di Giuseppe Maria Crespi che rappresenta le ante di una libreria appartenuta a padre Giambattista Martini. Museo internazionale e biblioteca della musica, Bologna.

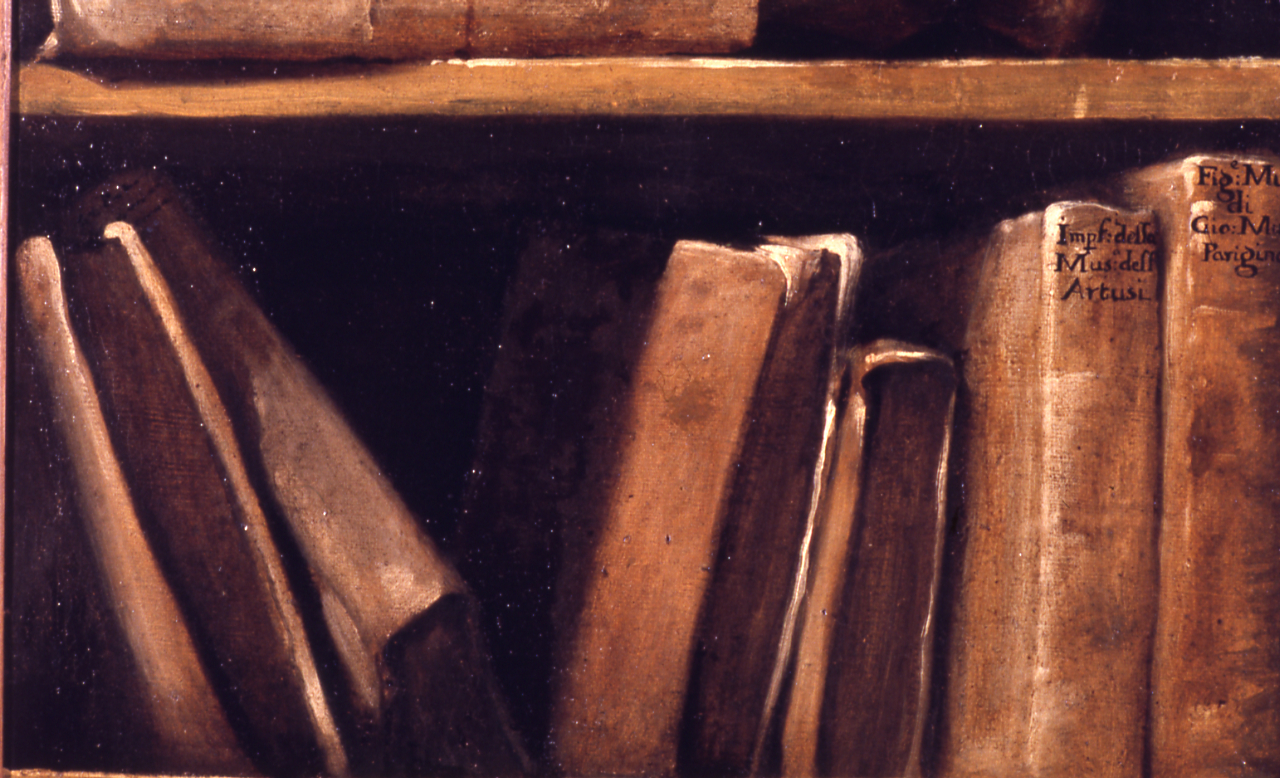
Dettaglio del dipinto di Crespi.

Frate Minore conventuale, è stato il musicista più erudito del XVIII secolo in Italia. Nacque a Bologna il 24 aprile 1706, come attesta l'atto di battesimo vergato il 25 seguente; suo padre, Antonio Maria Martini, violinista che faceva parte di un gruppo di musicisti chiamati I fratelli, gli insegnò gli elementi della musica e gli mise in mano l'archetto quando era ancora nella sua prima infanzia. I suoi progressi furono tanto rapidi che ben presto il suo maestro non ebbe più nulla da insegnargli, e fu obbligato a cercarne uno più sapiente e più abile. Affidato dapprima alle cure di Predieri, per il canto e il clavicembalo, prese in seguito lezioni di contrappunto da Antonio Riccieri, cantante castrato e sapiente compositore. Martini fece i suoi studi morali e religiosi sotto la guida dei padri dell'oratorio di San Filippo Neri. Ancora molto giovane, prese la risoluzione di entrare in convento. Abbracciò la vita religiosa nell'Ordine dei Frati Minori Conventuali, nel Convento di San Francesco a Bologna nell'anno 1721, fu inviato a Lugo di Romagna per compiervi il noviziato e fece la professione religiosa l'11 settembre 1722.
Di ritorno nella sua città natale, si dedicò con ardore allo studio della filosofia, e acquisì delle conoscenze tanto estese nella musica teorica e pratica che il posto di maestro di cappella della chiesa (oggi basilica minore) di San Francesco gli fu affidato nel 1725, sebbene non avesse che 19 anni. I suoi legami d'amicizia con Giacomo Antonio Perti, maestro di cappella della basilica di San Petronio, ebbero non poca influenza sui suoi lavori. I consigli di questo maestro gli furono particolarmente utili per le sue composizioni religiose. Nello stesso tempo studiò anche le matematiche sotto la direzione di Zanotti, medico e geometrista di grande merito, e la lettura dei trattati antichi e moderni sulla musica riempiva una gran parte del tempo che non impiegava per comporre. La sua collezione di libri, di manoscritti preziosi e di musica d'ogni genere costituiva la biblioteca più ricca che un musicista avesse mai messo insieme, più di cinquant'anni di ricerche e di spese considerevoli erano state necessarie per arrivare a quel risultato. Molti uomini distinti che erano stati suoi allievi avevano preso con gioia ad arricchire la sua collezione, ora conservata nel Museo internazionale e biblioteca della musica di Bologna, di tutto ciò che avevano trovato di raro o di curioso, e molti principi stranieri avevano contribuito coi loro doni ad aumentare queste ricchezze. Si dice anche che lo stesso Farinelli gli fornì i mezzi per importanti acquisizioni che non erano alla portata delle sue risorse finanziarie personali. Nel lessico dei musicisti di Gerber, si legge che Bottrigari, amico di Martini, gli avrebbe lasciato in eredità la sua biblioteca. Choron e Fayolle e il dizionario storico dei musicisti non hanno mancato di riportare questa circostanza la cui falsità, però, è evidente, poiché Martini era nato nel 1706 e Bottrigari morto nel 1612. Pare però certo che, in un modo o nell'altro, i libri e i manoscritti di quest'ultimo siano poi divenuti proprietà di Martini.
Questo maestro aveva aperto a Bologna una scuola di composizione in cui si formò più di un musicista divenuto poi celebre. Tra i suoi migliori allievi si ricordano il padre Giuseppe Paolucci, autore di un libro intitolato Arte pratica di contrappunto, il padre Luigi Antonio Sabbatini, che più tardi studiò la dottrina di Vallotti, Ruttini, di Firenze, Giovanni Callisto Zanotti, figlio del medico e matematico della cappella di San Petronio, Giuseppe Sarti, l'abate Ottani, che morì maestro di cappella a Torino, Giovanni Battista Dall'Olio, organista, costruttore di salteri e autore di saggi critici, e Stanislao Mattei che non lasciò mai il suo maestro, succedendogli nella direzione della scuola, e che fu maestro di Gioachino Rossini e Gaetano Donizetti

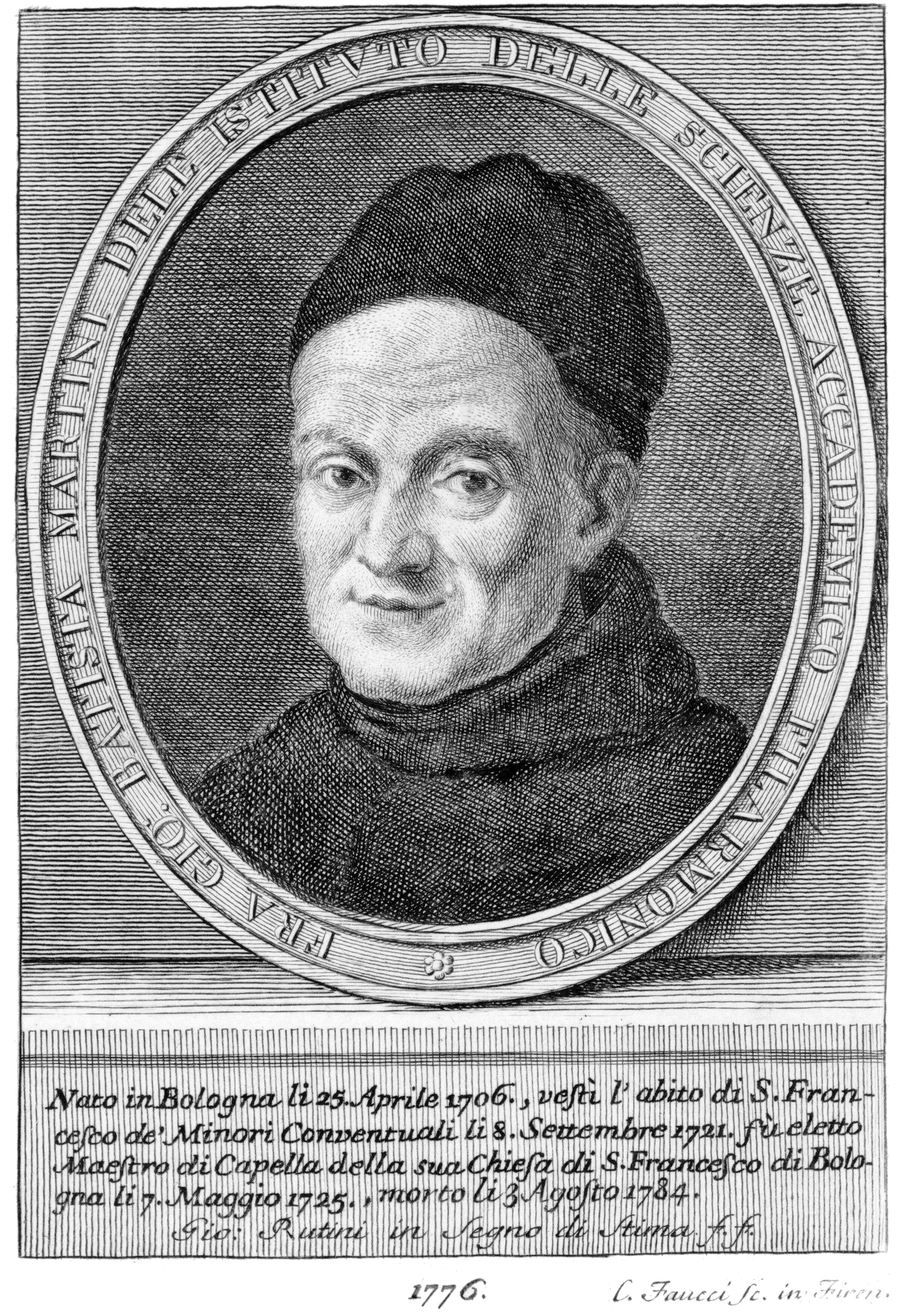
Giovanni Battista Martini (1776)

Nel 1758 entrò a far parte dell'Accademia Filarmonica di Bologna, di cui divenne membro stimatissimo e rispettato. Non è certo che tra i suoi discepoli ci sia stato anche Ignazio Cirri, solo di cinque anni più giovane: sta di fatto che tra i due intercorsero rapporti di amicizia, che Cirri divenne membro dell'Accademia Filarmonica nel 1759, che Martini aveva, tra i suoi ritratti di uomini di merito, anche quello del Cirri e che, infine, vi sono, tra le loro opere, affinità compositive.
La semplicità, la dolcezza e la modestia erano i tratti distintivi del carattere di padre Martini, la sua disponibilità e la sua prontezza nel soddisfare le numerose richieste che gli venivano fatte, riguardo alla teoria o alla storia dell'arte musicale, la cura che metteva nell'evitare qualsiasi atto o pensiero potesse offendere l'amor proprio di altri musicisti e la benevola accoglienza che tributava a coloro che andavano a fargli visita l'avevano reso l'oggetto della stima e della universale venerazione.
Anche Mozart (ospite a Bologna per l'aggregazione all'Accademia Filarmonica di Bologna) si dimostrò sempre riconoscente per gli insegnamenti di padre Martini, al punto da scrivere:
(W.A. Mozart, Lettere (1776))
Intratteneva corrispondenze con molti sapienti, principi e personaggi distinti che gli testimoniavano attaccamento e deferenza, ma anche con musicisti che gli chiedevano consigli, come Christian Joseph Lidarti. Il re di Prussia, Federico II, al quale aveva inviato la sua Storia della musica, gli scrisse una lettera di ringraziamento e gli fece dono di una tabacchiera ornata del suo ritratto e impreziosita da brillanti. L'elettore palatino, la principessa di Sassonia Maria-Antonietta, Federico Guglielmo, principe ereditario di Prussia e il papa Clemente XIV, suo confratello conventuale, gli scrivevano anch'essi e gli facevano ricchi doni. Pochi stranieri visitavano Bologna senza andarlo a vedere, e senza ammirare il suo profondo sapere e le ricchezze scientifiche che aveva accumulato presso di lui. Un grande disordine regnava nella sua cella e nelle camere che aveva riempito di musica e di libri. Si poteva trovare una gran quantità di oggetti impilati sul clavicembalo, sul tavolo, sulle sedie e il pavimento e non era senza difficoltà che si poteva offrire uno sgabello libero ai visitatori. Questa immensa collezione di oggetti d'arte e scienza ispirava a tutti gli stranieri tanto l'elogio, quanto l'interesse.
(Charles Burney, The present state of music in France and in Italy, p. 203)

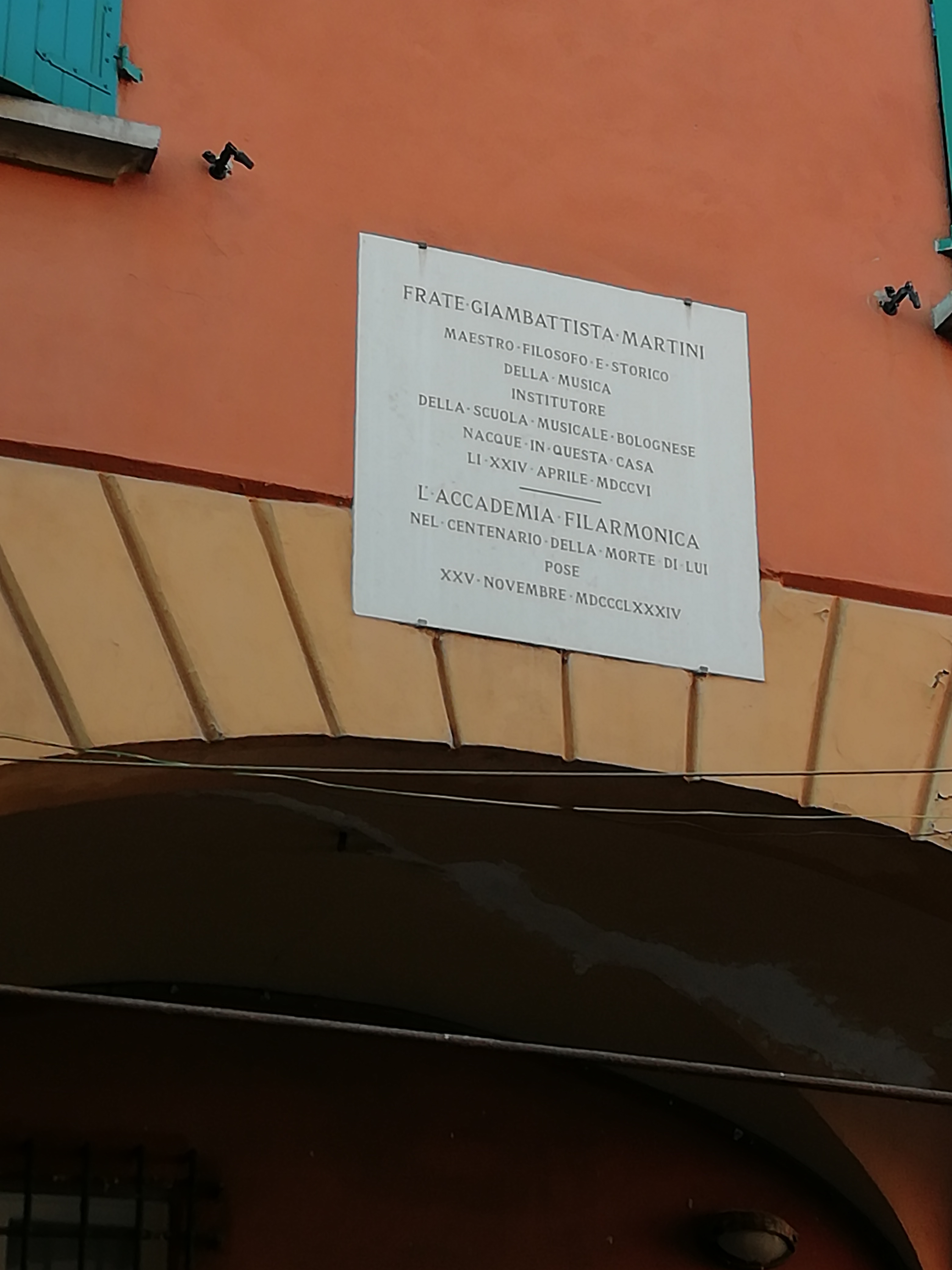
Lapide sulla casa di via Pietralata, a Bologna

Negli ultimi anni di vita padre Martini fu tormentato dall'asma, da una malattia della vescica, e da una piaga dolorosa alle gambe, ma la sua serenità non fu mai intaccata, il ritmo dei suoi lavori non diminuì e fino all'ultimo momento si occupò di ricerche per la pubblicazione del quarto volume della sua Storia della musica. Il suo allievo Stanislao Mattei lo assisté fino ai suoi ultimi istanti e ricevette il suo ultimo sospiro il 3 ottobre 1784. Martini era giunto all'età di 78 anni, i suoi funerali furono magnifici, e vi venne eseguita una messa da requiem composta da Zanotti. Il 2 dicembre dello stesso anno, i membri dell'Accademia Filarmonica di Bologna, riuniti con gli allievi dell'illustre maestro, organizzarono un servizio funebre nella chiesa dei canonici di San Giovanni in monte, nel corso del quale si cantò una messa composta da tredici maestri di cappella membri dell'accademia. Dopo la messa, Leonardo Volpi, accademico filarmonico, pronunciò l'elogio di padre Martini in lingua latina e vennero quindi distribuite ai presenti diverse composizioni poetiche delle quali il celebre storico della musica era l'oggetto e due epitaffi in stile lapidario di Luigi Tomini, monaco francescano. Il 14 dicembre l'apertura delle scuole pubbliche dei padri barnabiti di Santa Lucia fu fatta da padre Pedrazzini, professore di umanità, con un discorso di cui l'oggetto era l'elogio di padre Martini. Infine, il 1º gennaio 1785, un altro elogio di questo maestro fu pronunciato in una seduta degli accademici fervidi. Il padre Pacciaudi aveva fatto inserire, nel numero XX della sua Antologia, pubblicata a Roma nel 1784, un lungo epitaffio dello stesso e Guglielmo Della Valle aveva recitato, il 24 novembre dello stesso anno, un'elegante orazione funebre nel servizio solenne tenutosi nella chiesa dei santissimi apostoli a Roma. Questo brano fu inserito nel Giornale de' letterati di Pisa (annata 1785 t.57, p. 270 e seguenti), lo stesso Della Valle, pubblicò nella Antologia (Roma, 1784-1785), un'analisi della Storia della musica di Martini. S. C.

## Considerazioni sull'artista
Partigiano dichiarato delle tradizioni dell'antica scuola romana, ammiratore sincero dei grandi musicisti che essa aveva prodotto, Martini s'impegnò particolarmente a diffondere le dottrine che avevano formato tanti abili maestri e a dare ai suoi allievi purezza di stile e una maniera elegante di far cantare le parti. L'eccellenza del suo metodo pratico e il merito dei suoi allievi diedero alla sua scuola una rinomanza europea. I più celebri musicisti erano onorati di ricevere consigli dal francescano di Bologna che quasi sempre dissipava ogni dubbio intorno alle questioni che essi gli proponevano. Il lustro di cui godette lo fece sovente prendere come arbitro delle discussioni elevate sui differenti punti dell'arte e della scienza e per giudice nei concorsi. Fu così che venne chiamato un giorno a pronunciare un giudizio sul padre Frittelli, maestro di cappella della cattedrale di Siena che insegnava il solfeggio secondo il metodo moderno, rifiutando le mutazioni e il padre Provedi, che attaccava questa novità, conosciuta e praticata allora in Francia, Spagna, e nei Paesi Bassi.
Allo stesso modo, Flavio Chigi, nel 1745, lo invitò a dare il suo parere sul nuovo sistema di solmisazione che voleva mettere in voga. Chiamato come giudice nel concorso indetto per il posto di maestro di cappella di Santa Maria della Scala a Milano, si pronunciò in favore di Fioroni, riportando dalla sua parte tutti gli altri giudici che avevano già scelto Palladino. Alla morte di Fioroni, fu sempre Martini ad essere chiamato a designarne il successore. In un'altra occasione, Gregorio Ballabene, dopo aver scritto la sua famosa messa a 48 voci reali, la sottomise all'approvazione di questo maestro che scrisse a tal riguardo una dissertazione speciale.
Padre Martini fu talvolta impegnato in discussioni di dottrina o riguardanti l'applicazione pratica dei suoi principi; in tutte queste occasioni, si comportò con educazione e sapienza. Non aveva più di 26 anni quando la prima di queste polemiche fu sollevata, in occasione di un canone enigmatico a tre parti di Giovanni Animuccia che si trovava alla guida della cattedrale di Loreto. Le prime due parti di questo canone sono regolari, ma la terza, nella quale il musicista non aveva messo la chiave, ha un'estensione di due ottave e non può essere risolta che per mezzo delle due chiavi di Do e di Fa. Padre Martini inviò la sua soluzione al vecchio maestro Redi, maestro di cappella della stessa cattedrale, il quale, non avendo mai visto alcuna parte vocale scritta con due chiavi, dichiarò la soluzione cattiva e ne propose un'altra, che era sbagliata. Martini inviò le due soluzioni del problema a Pitoni, maestro della cappella di San Pietro in Vaticano e a Pacchioni di Modena e questi sapienti musicisti approvarono il lavoro di Martini, condannando quello di Redi. Il vecchio maestro, che non voleva essere battuto da un giovane, criticò con amarezza questa decisione, ma Martini pose fine alla disputa con una dotta dissertazione, datata 24 ottobre 1733 in cui provava, con esempi presi dalle opere di Soriano, di Festa, di Nanini e d'altri maestri del XVI secolo, che si erano già talvolta scritte parti vocali su due chiavi differenti. Un estratto di questa celebre discussione si trovava in un manoscritto conservato nella biblioteca di casa Corsini a Roma, dal titolo Controversia tra il P.M.F. Gio. Battista Martini e il sig D. Tommaso Redi, maestro di capp. di Loreto.
Antonio Eximeno aveva attaccato la scienza delle combinazioni armoniche e del contrappunto nel suo libro dell'origine della musica: Martini difese la scienza che insegnava nel suo saggio fondamentale di pratica del contrappunto fugato e questa risposta provocò una replica del gesuita spagnolo. Saverio Mattei, Manfredini e altri attaccarono anch'essi il sapiente professore di Bologna, considerando la sua scienza come superata e le sue composizioni prive di genio, ma egli non rispose a queste accuse e il suo prudente silenzio le fece cadere a poco a poco nell'oblio.

## Opere

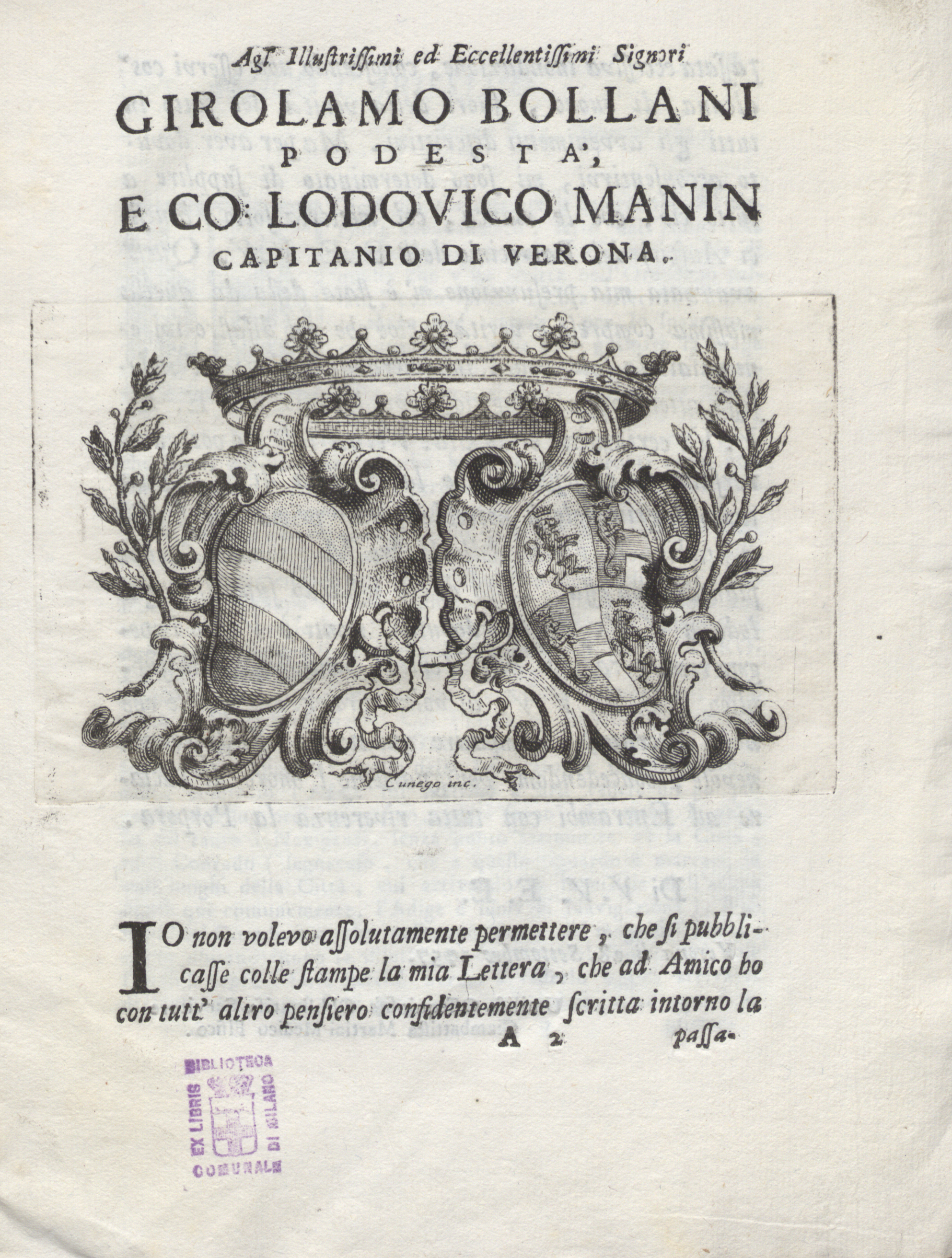
Lettera famigliare intorno l'inondazione di Verona (1757)

Padre Martini ha composto, per la chiesa, messe e mottetti non nello stile osservato dell'antica scuola romana, ma in quello concertato che era in uso all'epoca in cui visse. La maggior parte di queste composizioni è rimasta manoscritta, tra le opere stampate si possono citare:
- Lithaniae atque antiphonae finales B. Virginis Mariae 4 vocibus cum organo et instrum. ad libitum Bononiae, apud Lelium a Volpe, 1734 in-4° op.1.
- Sonate (12) d'intavolatura per l'organo e il cembalo op. 2 presso Le Cène, Amsterdam, 1743 in-folio.
- Sonate (6) per l'organo e il cembalo di Gio. Battista Martini minor conventuale Bologna, per Lelio della Volpe, 1747 op.3.
- Duetti da camera a diverse voci Bologna, per Lelio della Volpe, 1763. G.B.Martini: Duetti da Camera.

Tra le composizioni manoscritte si hanno:
- San Pietro, oratorio.
- L'assunzione di Salomone al trono d'Israello, oratorio.
- La Dirindina, farsetta.
- L'impresario delle Canarie, intermezzo.
- Il Don Chisciotto, intermezzo.
- Il maestro di musica, intermezzo.

Sono attualmente in corso la redazione dell'edizione critica e l'incisione discografica dell'opera strumentale inedita di Padre Martini, in larga parte conservata in forma manoscritta presso il Museo internazionale e biblioteca della musica di Bologna. Il progetto è condotto da Federico Ferri e Daniele Proni, rispettivamente direttore musicale e coordinatore artistico dell'ensemble barocco bolognese Accademia degli Astrusi.

### La Storia della musica[4]
La sua opera più considerevole ha per titolo Storia della musica (in 4 volumi) in cui mostra la sua vasta erudizione e le molte letture. Sebbene Martini avvisi nella prefazione che mancano testimonianze e descrizioni sufficienti per la musica delle prime età del mondo, nondimeno si impegna a trattarle, in ben dieci capitoli del primo volume della sua storia:
1. Della musica dopo la creazione di Adamo e fino al diluvio.
2. Dopo il diluvio fino a Mosè.
3. Dopo la nascita di questo legislatore degli Ebrei, fino alla sua morte.
4. Dopo la morte di Mosè fino al regno di Davide.
5. Dopo questo regno fino al regno di Salomone.
6. Dopo la fondazione del tempio fino alla sua distruzione.
7. Della musica degli ebrei nei banchetti, funerali e nelle vendemmie.
8. Della musica dei caldei e di altri popoli orientali.
9. Della musica degli egizi.

Tre dissertazioni vennero in seguito a riempire la restante parte del volume e occupano non meno di 360 pagine in cui Martini esamina qual sia il canto naturale agli uomini, di quale canto gli antichi fecero uso e quali furono i canti e gli strumenti di cui gli ebrei si servivano nel tempio. Il secondo e il terzo volume sono interamente riempiti da ricerche sulla musica dei greci o da elementi che vi si ricollegano in maniera più o meno indiretta. All'inizio e alla fine dei capitoli di ogni opera, Martini aveva fatto incidere dei canoni enigmatici tra cui alcuni molto complessi. Cherubini li ha risolti tutti, e ne ha tratto una raccolta molto curiosa. Il quarto volume doveva contenere le ricerche sulla musica del Medioevo fino all'XI secolo. Da un frammento di una lettera al padre Sabbatini, datata 13 marzo 1783, si sa che si proponeva di esaminare soprattutto il merito storico del lavoro di Guido d'Arezzo. Parla della necessità di ricercare tutte le copie che potrà procurarsi delle opere di questo celebre monaco, sebbene secondo la testimonianza di Burney, avesse già, nel 1771, dieci copie del Micrologus nella sua biblioteca.
In questo volume, l'epoca di Carlo Magno è trattata senza ordine e con delle lacune assai importanti, come la notazione e i primi saggi dell'armonia, benché l'autore tocchi l'undicesimo secolo e cominci la trattazione della dottrina di Guido d'Arezzo.

### L'esemplare o sia saggio fondamentale pratico di contrappunto
Dopo la Storia della musica, l'opera più considerevole di padre Martini è quella che ha per titolo: L'esemplare o sia saggio fondamentale pratico di contrappunto (Bologna 1774-1775, per Lelio della Volpe, due volumi in-4°). Il primo è relativo al contrappunto sul cantus firmus, il secondo al contrappunto fugato. Brevi elementi di contrappunto anticipano, nella prima parte, gli esempi tratti dalle opere dei maestri celebri dell'antica scuola come Palestrina, Monteverdi, Porta, Morales, Animuccia e altri che, conformemente al titolo dell'opera (l'esemplare), forniscono modelli da studiare. Dopo aver spiegato la natura e la costituzione di ciascuno dei toni del cantus planus, padre Martini mostra, con brani tratti dalle opere di questi maestri, la maniera con la quale questi ultimi dovevano essere trattati nel contrappunto e accompagna questi esempi con note rimarchevoli non solo per l'erudizione, ma nelle quali brilla il merito di una perfetta conoscenza pratica dell'arte di comporre.
Le altre produzioni stampate di questo musicista sono:
- Ragioni di F.G.B Martini sopra la risoluzione del canone di Giovanni Animuccia contro le opposizioni fattegli da signor D. Tommaso Redi.
- Attestati in difesa del sig. D. Jacopo Antonio Arrighi, maestro di cappella della cattedrale di Cremona .
- Giudizio di un nuovo sistema di solfeggio del signor Falvio Chigi, senese.
- Giudizio di Apollo contro D. Andrea Menini da Udine ch'ebbe l'ardire di manomettere il famoso adoramus te del celebre Jacopo Perti.
- Lettera del padre maestro Gio. Battista Martini all'abbate gio. Battista Passeri da Pesaro.

Nel 1757 venne anche pubblicata una sua lettera sull'inondazione di Verona.

## Progetto Martini
Dal 2007, l'orchestra barocca bolognese Accademia degli Astrusi, diretta da Federico Ferri, ha intrapreso un progetto di riscoperta dell'opera inedita di Giovanni Battista Martini, incidendo ed eseguendo l'integrale dell'opera strumentale, e riportando in scena, in co-produzione con il Teatro Comunale di Bologna, due intermezzi inediti del compositore bolognese, Don Chisciotte e Il maestro di musica.
Tra il 2009 e il 2011 si sono tenute a Bologna quattro edizioni del Festival Martini con il sostegno di importanti istituzioni pubbliche e private della città. La musica di Martini è stata inoltre eseguita dall'Accademia degli Astrusi in importanti festival, teatri e sale da concerto in ambito internazionale, fra cui Wigmore Hall di Londra e Konzerthaus Berlin.
L'edizione critica dell'opera strumentale integrale, curata da Federico Ferri e Daniele Proni, è in corso di pubblicazione da parte di Sugar Suvini-Zerboni. La registrazione in DVD degli Intermezzi eseguiti dall'Accademia degli Astrusi nell'ottobre 2011 al Teatro Comunale di Bologna, con scenografie basate su bozzetti originali di Dario Fo, è stata pubblicata e distribuita da Sony nel 2013.
Per il Corpus Musicum Franciscanum del Centro Studi Antoniano di Padova sono in corso di pubblicazione nel 2024 quattro volumi, Magnficat 40 composizioni da 1 a 8 voci, edizione critica a cura di Luigi Di Tullio, Cristian Gentilini, Pier Paolo Scattolin. Progetto ampio, dedicato all’opera vocale di Martini e in questo caso ai suoi quaranta Magnificat conservati negli archivi: Museo internazionale e biblioteca della musica di Bologna, Biblioteca del Convento di S. Francesco di Bologna, Archivio musicale di S. Petronio di Bologna, Biblioteca del Sacro Convento di S. Francesco di Assisi;
ha visto la partecipazione dei trascrittori: Marco Berrini, Anna Paola Caroni, Riccardo Carrera, Marco Cazzuffi, Maria Carmela De Cicco, Damiano Di Tullio, Luigi Di Tullio, Federico Fabbri, Michele Ferrari, Thomas Gelain, Cristian Gentilini, Silvia Giummo, Marco Guerinoni, Carmine Leonzi, Chiara Leonzi, Alessandro Parente, Guerrino Parri, Michele Peguri, Marcello Rossi Corradini, Pier Paolo Scattolin, Simone Spinaci, Elisabetta Tribbia, Angela Troilo;
dei docenti di conservatorio che hanno i Magnificat nella propria programmazione didattica in ambito accademico Marco Berrini, Michele Peguri, Maria Carmela De Cicco dei conservatori “Gaetano Donizetti” di Bergamo, “Giovan Battista Martini” di Bologna, “Agostino Steffani” di Castelfranco Veneto, “Francesco Venezze” di Rovigo.
Il Progetto ha visto il coordinamento di Pier Paolo Scattolin e del Coro Euridice di Bologna, oltre alla partecipazione di diversi gruppi corali per concerti ed incisioni in preparazione per la casa discografica Tactus.